# Белоусов, Валерий (легкоатлет)
Валерий Белоусов (род. 22 января 1970, Волгоград) — российский легкоатлет, специалист по многоборьям. Выступал за сборную России по лёгкой атлетике в середине 1990-х годов, многократный победитель и призёр первенств национального значения, участник чемпионата мира в Гётеборге. Представлял Ставропольский край.

## Биография
Валерий Белоусов родился 22 января 1970 года в Волгограде.
Занимался лёгкой атлетикой в Ставропольском крае, выступал за всероссийское физкультурно-спортивное общество «Динамо».
Впервые заявил о себе в лёгкой атлетике на взрослом всероссийском уровне в сезоне 1992 года, выиграв чемпионат России по многоборьям в Иркутске.
В 1994 году был лучшим в семиборье на зимнем чемпионате России в Липецке, тогда как на летнем чемпионате России во Владимире одержал победу в десятиборье. Попав в основной состав российской национальной сборной, выступил на домашних Играх доброй воли в Санкт-Петербурге, где с результатом в 7817 очков стал четвёртым.
В 1995 году победил в десятиборье на чемпионате России в Москве. Благодаря череде удачных выступлений удостоился права защищать честь страны на чемпионате мира в Гётеборге — набрал в сумме всех дисциплин 7235 очков, расположившись в итоговом протоколе соревнований на 19-й строке. Будучи студентом, принимал участие в летней Универсиаде в Фукуоке, где показал в программе десятиборья шестой результат.
На чемпионате России 1996 года в Санкт-Петербурге стал серебряным призёром в десятиборье, уступив Николаю Афанасьеву из Татарстана.
В 1997 году взял бронзу семиборье на зимнем чемпионате России в Липецке и серебро в десятиборье на летнем чемпионате России в Краснодаре. На Универсиаде в Сицилии с результатом в 7701 очко стал седьмым.